# Robert Fiennes-Clinton, 19. Earl of Lincoln

Wappen des Earl of Lincoln

Robert Edward Fiennes-Clinton, 19. Earl of Lincoln (* 19. Juni 1972) ist ein englischer Peer.
Er ist der Sohn von Edward Gordon Fiennes-Clinton (1943–1999) und Julia Eleanor Howson und väterlicherseits Enkel von Edward Horace Fiennes-Clinton, 18. Earl of Lincoln (1913–2001).
Da beim Tod seines Großvaters sein Vater bereits gestorben war, erbte er 2001 dessen Adelstitel als 19. Earl of Lincoln.
Er wurde an der Pinjarra High School ausgebildet und lebt in Parmelia bei Perth, Westaustralien.
Er ist Fellow der Zoological Society of London.